# عنات هوفمان
عنات هوفمان (بالعبرية: ענת הופמן‏) هي ناشِطة إسرائيلية، ولدت في 1954 في القدس في إسرائيل.